# Saropathes scoparia
Saropathes scoparia är en korallart som först beskrevs av Totton 1923.  Saropathes scoparia ingår i släktet Saropathes och familjen Schizopathidae. Inga underarter finns listade i Catalogue of Life.